# Salafchegān
Salafchegān (persiska: سَلَفچَكان, سَلَفچَگَن, سَرَفجَكَن, سَرَفچِكان, سَرَفجَگان, سلفچگان) är en ort i Iran.   Den ligger i provinsen Qom, i den centrala delen av landet, 160 km sydväst om huvudstaden Teheran. Salafchegān ligger 1 387 meter över havet och antalet invånare är 707.
Terrängen runt Salafchegān är platt åt nordost, men åt sydväst är den kuperad. Terrängen runt Salafchegān sluttar österut.Runt Salafchegān är det ganska tätbefolkat, med 100 invånare per kvadratkilometer. Salafchegān är det största samhället i trakten. Trakten runt Salafchegān består i huvudsak av gräsmarker.